# Lauren Sesselmann
 Lauren Marie Sesselmann (sinh ngày 14 tháng 8 năm 1983) là cầu thủ bóng đá chuyên nghiệp người Canada gốc Mỹ hiện đang chơi ở vị trí hậu vệ và tiền đạo cho Santa Clarita Blue Heat và Đội tuyển bóng đá nữ quốc gia Canada từ năm 2011 đến 2015. Cô cũng là huấn luyện viên, nhà sản xuất và người dẫn chương trình DVD Fit As A Pro with Lauren Sesselmann.

## Đầu đời
Sesselmann lớn lên ở Green Bay, Wisconsin.  Cô học bóng đá và bóng rổ tại  Học viện Notre Dame ở Green Bay, giành được nhiều chiến thắng và giúp Notre Dame có một mùa giải bất bại và một  Giải vô địch bang Wisconsin trong môn bóng rổ nữ năm 2001.

### Đại học Purdue
Sesselmann đã chơi ở trường đại học tại Đại học Purdue từ năm 2001 đến năm 2005.  Cô đã lập 6 kỷ lục cho Boilermakers về điểm, bàn thắng, kiến tạo, bàn thắng quyết định trận đấu.

## Sự nghiệp câu lạc bộ
Sau thời gian ở Purdue, Sesselmann ở lại để chơi cho F.C. Indiana, có trụ sở tại Đại Lafayette.  Cô đã chơi ở cả Women's Premier Soccer League năm 2007 và W-League năm 2008.Cô đã ghi 9 bàn thắng và 4 đường kiến tạo trong 14 trận cho Lionesses vào năm 2008, khi họ là á quân tại W-League.
Vào ngày 16 tháng 1 năm 2009, Cô đã rời câu lạc bộ trước mùa giải và ký hợp đồng với Sky Blue FC. Sau đó, cô ký hợp đồng với  Atlanta Beat, nơi huấn luyện viên Gareth O'Sullivan chuyển cô từ vị trí tiền đạo sang hậu vệ. Sesselmann ra mắt với  Atlanta Beat vào ngày 11 tháng 4 năm 2010 trong trận đấu với Philadelphia Independence.
Năm 2013, cô gia nhập FC Kansas City.

## Sự nghiệp quốc tế
Sesselmann có quốc tịch Canada vào năm 2010 thông qua cha cô, người đến từ Newfoundland và Labrador, và được triệu tập vào  Đội tuyển quốc gia Canada cho hai trận giao hữu với Hoa Kỳ vào năm 2011. Cô đã giành chiến thắng đầu tiên vào ngày 17 tháng 9 năm 2011 trước Hoa Kỳ, chơi trọn vẹn 90 phút. Cô cũng bắt đầu trận đấu thứ hai của mình vào ngày 23 tháng 9 năm 2011.

## Liên kết ngoài

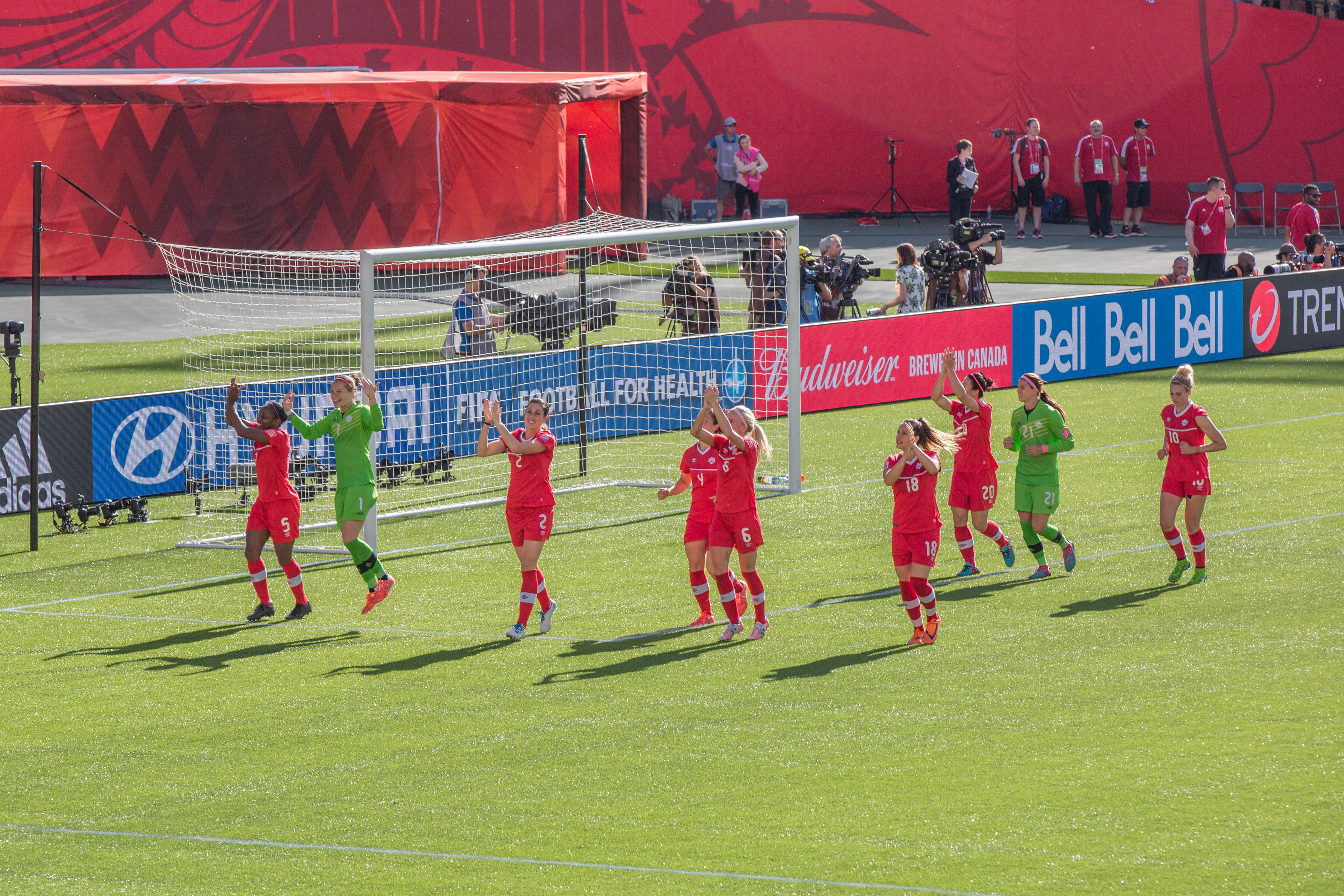
Sesselmann (ngoài cùng bên phải) với Canada tại Giải vô địch bóng đá nữ thế giới 2015.